# Berestologie
Berestologie is de wetenschap die zich bezighoudt met berkenbastteksten: teksten geschreven op bast van berkenbomen, gewoonlijk op de binnenzijde. ‘Beresta’ is het Russische woord voor berkenbast. In de omgeving van de Russische stad Novgorod vond in de middeleeuwen een levendige correspondentie plaats op stukjes berkenbast. Met een stilus kan zonder inkt in vochtig berkenbast worden geschreven.
In 1951 werden de eerste middeleeuwse stukjes beschreven berkenbast gevonden. Vele bevatten informele teksten en zijn daardoor vanuit zowel historisch als taalkundig oogpunt een interessante aanvulling op formele teksten. Het berkenbast is in de zuurstofarme, zure bodem van Novgorod goed bewaard gebleven.